# Fridolin Anton Grob

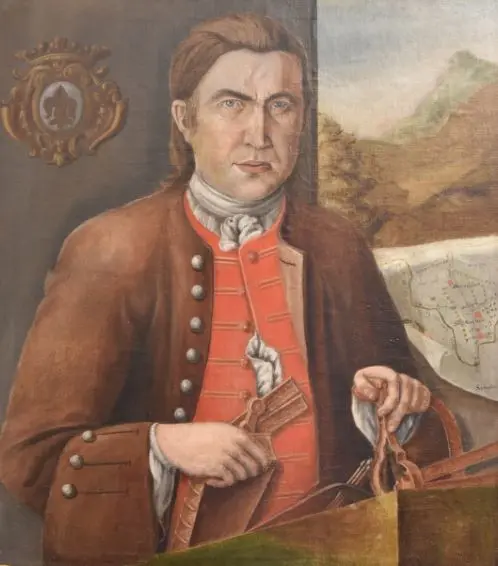
Selbstbildnis

Fridolin Anton Grob (* 1745 in Spilhusen; † 1807 in Mosnang) war ein Politiker, Schnitzer und Maler im Toggenburg in der Schweiz.
Zwei Monate nach dem Tod seines Paten Antoni Brändle heiratete Grob dessen 21-jährige Witwe Katharina Büeler und zog in den Weiler Bild oberhalb Mosnangs. Als 27-Jähriger war Grob Kirchenpfleger in Mosnang und wurde in den Toggenburger Landrat gewählt. Nachdem 1798 der Kanton Säntis gegründet worden war, trat Grob von vielen Ämtern zurück. Bei der Gründung des Kantons St. Gallen 1803 nahm er Sitz im Grossen Rat.
Fridolin Anton Grob war ein begabter Künstler. Als Holzschnitzer und Maler war er in seinem 1774 erbauten Gartenhaus «Laboratori» tätig, wo noch heute Zeugnisse seiner Wandmalereien zu erkennen sind. Er fertigte kunstvolle Möbel an und war für Landvermessungen und als Urkundenschreiber gefragt.

## Wohnorte

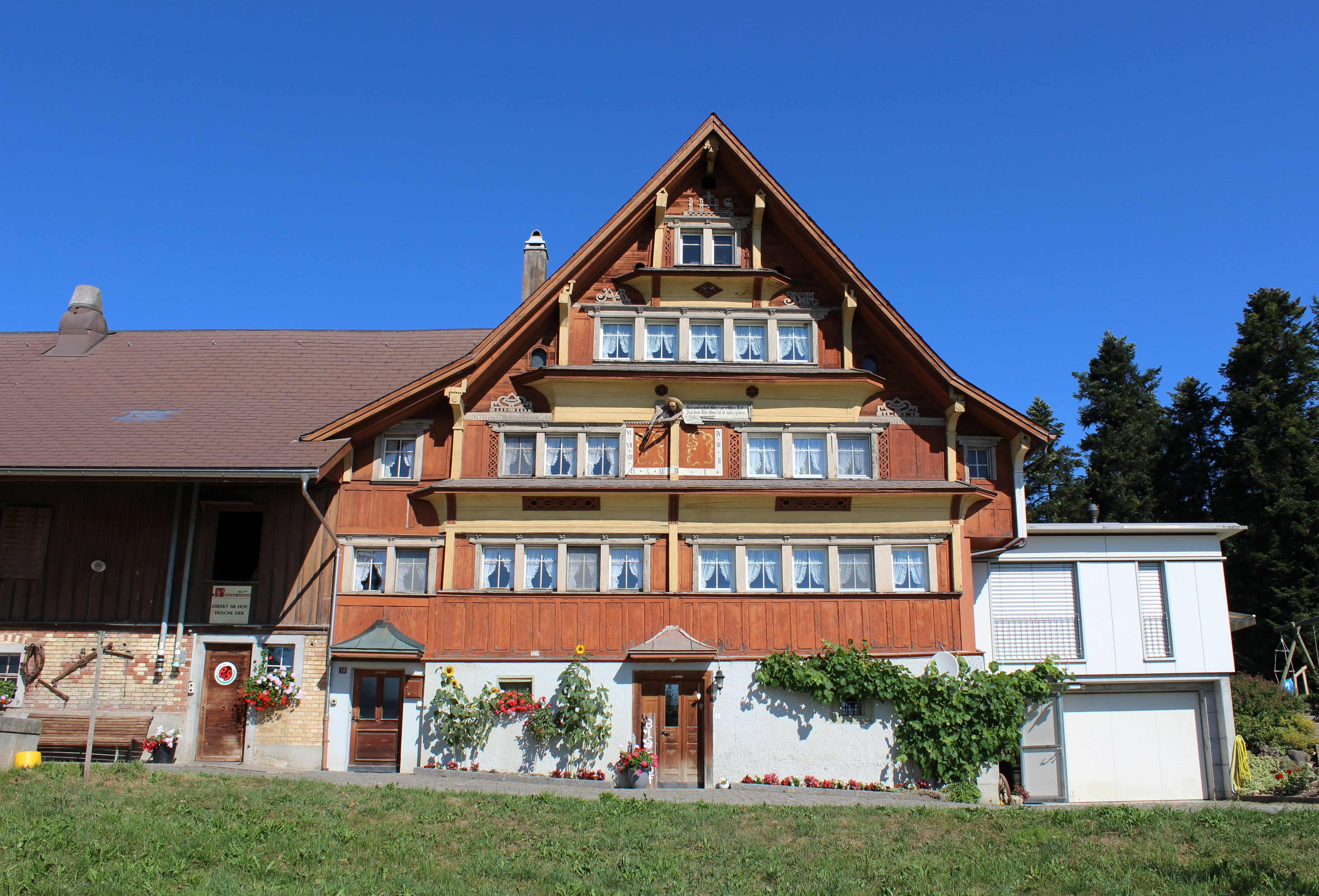
Geburtshaus in Spilhusen
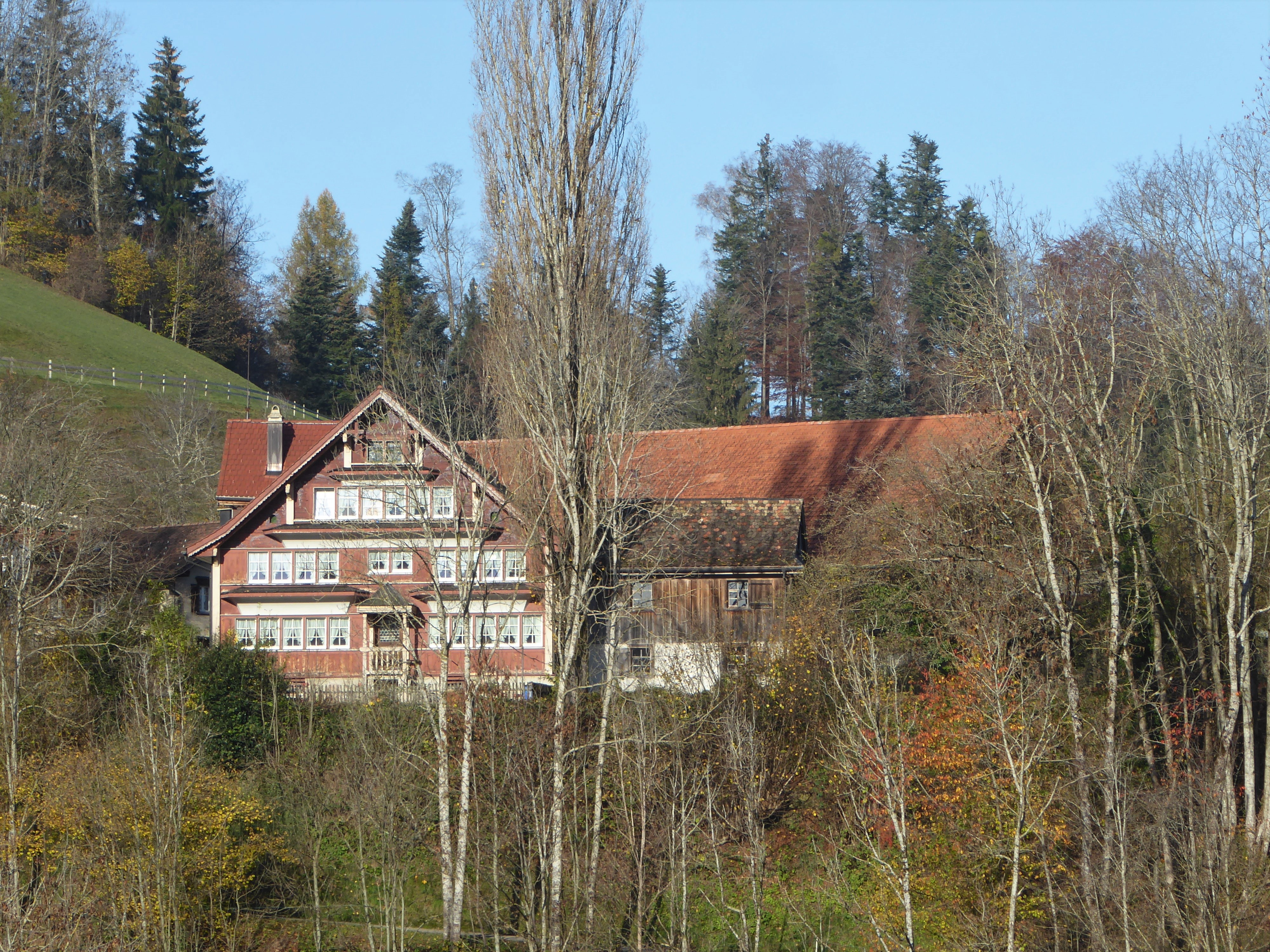
Wohnhaus im Weiler Bild
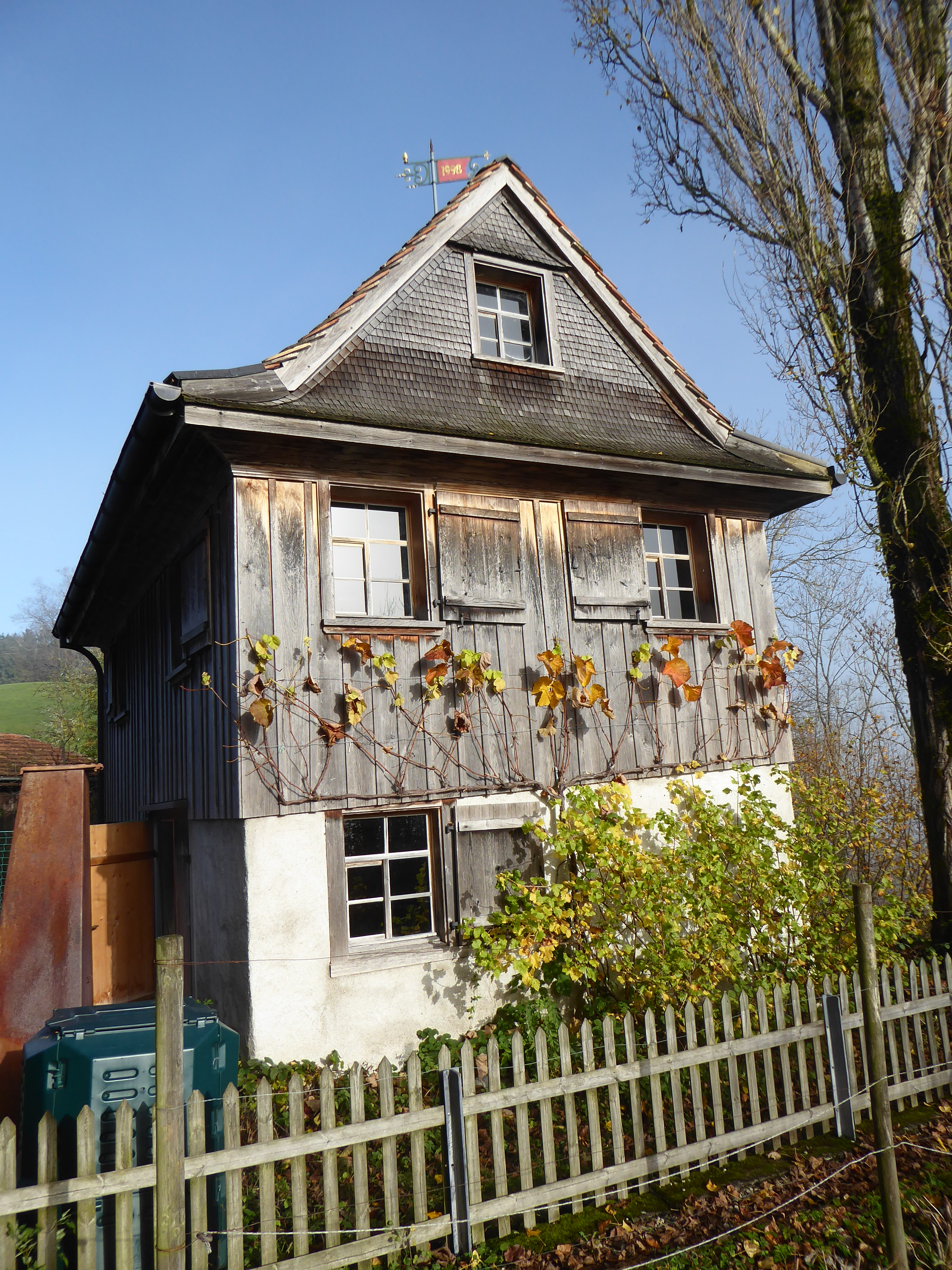
«Laboratori» im Bild